# Enghien-les-Bains
 Enghien-les-Bains  es una población y comuna francesa, en la región de Isla de Francia, departamento de Valle del Oise, en el distrito de Sarcelles y cantón de Enghien-les-Bains.

## Demografía
| ...                       | ... | ... | ... | ... | ... | ... | 368 | 489 | 804 | 1 200 | 1 422 | 1 610 | 1 875 | 2 426 | 2 670 | 3 330 | 4 067 | 5 070 | 6 302 | 8 418 | 10 077 | 11 324 | 10 504 | 11 192 | 12 062 | 12 504 | 12 152 | 10 712 | 9 739 | 10 077 | 10 368 | 12 199 |
| (Fuente: INSEE y Cassini) |     |     |     |     |     |     |     |     |     |       |       |       |       |       |       |       |       |       |       |       |        |        |        |        |        |        |        |        |       |        |        |        |